# Ramón Menéndez Pidal
Ramón Menéndez Pidal, född 13 mars 1869 i La Coruña, död 14 november 1968 i Madrid, var en spansk filolog och litteraturhistoriker. Han var bror till Juan och Luis Menéndez Pidal.

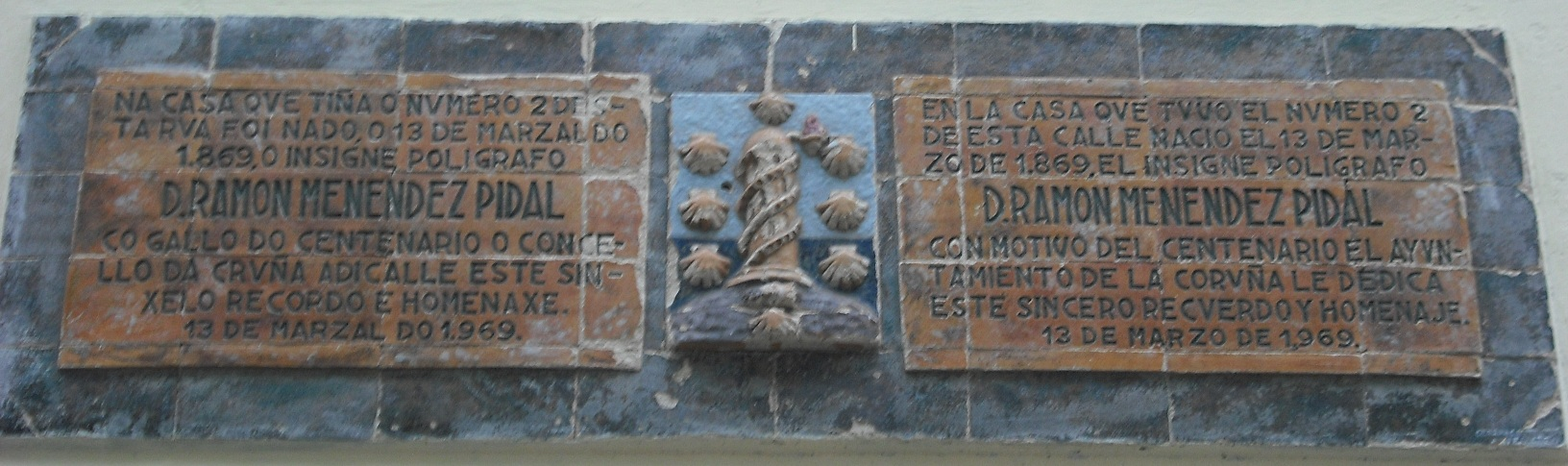
Minnestavla i La Coruña.

Menéndez Pidal, som var lärjunge till Marcelino Menéndez Pelayo, blev 1899 professor vid universitetet i Madrid, där han främst verkade vid det på hans initiativ inrättade Institución Libre de Enseñanza. Hans litterära arbeten är många och betydelsefulla. År 1896 utgav han La Leyenda de los Infantes de Lara, i vilken han rekonstruerade en gammal spansk hjältedikt om larasönerna genom att studera medeltida prosakrönikor och hittills obeaktade episka fragment bevarades med versbyggnad och assonanser. År 1906 utgav han Crónica general ("Nueva Biblioteca de autores españoles", fem band), till vilken ansluter sig hans utgåva av den berömda gamla hjältedikten om El Cid (tre band, 1908–1911), nämligen själva texten, en utförlig inledning, grammatik och ordbok. Han utgav även en folkupplaga av denna dikt (1913), och 1921 kom El Cid en la Historia. Vidare utgav han Antología de prosistas casiellanos (1899); i liknande språkhistorisk riktning kan nämnas Manual elemental de gramática historica española (1904) och Documentos linguisticos de España I, Reino de Castilla (1919). En översikt över den fornspanska episka diktningens historia gav han i en bok, som först utkom på franska med titeln L'Épopée castillane à travers la littérature espagnole (1910), därefter på spanska (1918); en något mindre skrift av honom inom samma ämne är El Romancero español (1910). Av blandat innehåll är samlingen Estudios literarios (1920). Han grundlade 1914 tidskriften "Revista de filologia española", vilken kom att innehålla en rad viktiga bidrag av honom själv, särskilt angående hjältediktningen, även romanspoesin, som förstudier till en påtänkt stor utgåva av de spanska folkvisorna.
Menéndez Pidal nominerades åtskilliga gånger till Nobelpriset i litteratur. Av hans senare verk kan nämnas Floresta de leyendas heróicas españolas, band 1–3 (1925–1928), Poesia juglaresca y juglares (1924) och Origenes del español (1926, andra något förändrade upplagan 1929). Vidare den mindre boken El Romancero (1928) med olika litterära avhandlingar och Flor nueva de romances viejos (1928). Av det större verket La España del Cid utkom första delen 1929. Han invaldes 1901 som ledamot av Real Academia Española, för vilken han blev president vid Antonio Mauras död 1925. Vid sitt 25 års professorsjubileum samma år hyllades han med en trebands festskrift, Homenaje, med bidrag av hispanister från många olika länder. Han invaldes 1931 som utländsk ledamot av svenska Vetenskapsakademien.